# 維利內 (夏斯季耶區)
48°56′58″N 39°45′14″E / 48.94944°N 39.75389°E
維利内（烏克蘭語：Вільне）是位於烏克蘭東部的村莊，由盧甘斯克州夏斯季耶区的什羅基市鎮負責管轄。該村始建於1953年，面積0.3平方公里，海拔高度45米，2001年人口14，人口密度每平方公里46.7人。